# Heteropoda schwendingeri
Heteropoda schwendingeri är en spindelart som beskrevs av Jäger 2005. Heteropoda schwendingeri ingår i släktet Heteropoda och familjen jättekrabbspindlar.
Artens utbredningsområde är Thailand. Inga underarter finns listade i Catalogue of Life.